# 中国村落
《中国村落》（英語：The Villages in China）是2019年在中国大陆上映的以“农村”为主题的纪录片，由浙江广播电视集团、中国美术学院共同制作。2019年4月22日在浙江卫视首播。

## 内容
《中国村落》讲述了100余个中国的农村村落里的普通人的小故事、中国乡土人情，一共分作7集：
- 第1集：如画
- 第2集：建构
- 第3集：家传
- 第4集：望乡
- 第5集：忙闲
- 第6集：田园
- 第7集：再造

## 曲目
| 曲序 | 曲目                   | 歌手 |
| ---- | ---------------------- | ---- |
| 1.   | 《千岛之湖》（片尾曲） | 周旋 |

## 制作
2016年，制作团队开始拍摄《中国村落》，他们调研了500多个村落，实地走访拍摄了100多个村落，足迹走遍了每一个省份。

## 播出
2022年，《中国村落》通过中阿卫视向阿联酋、卡塔尔、埃及、沙特阿拉伯、摩洛哥等22个阿拉伯国家和地区播出。

## 奖项
| 年份 | 提名者       | 颁奖方               | 奖项分类       | 是否得奖 | 备注  |
| ---- | ------------ | -------------------- | -------------- | -------- | ----- |
| 2020 | 《中国村落》 | 第30届中国电视金鹰奖 | 最佳电视纪录片 | 提名     | [ 7 ] |

## 外部连接
- 官方网站